# Кукрыигол (приток Большого Мёгтыгъёгана)
Кукрыигол — река в России, протекает по Нижневартовскому району Ханты-Мансийского АО. Устье реки находится в 183 км по левому берегу реки Большой Мёгтыгъёган. Длина реки составляет 20 км.

## Данные водного реестра
По данным государственного водного реестра России, относится к Верхнеобскому бассейновому округу, водохозяйственный участок реки — Вах, речной подбассейн реки — бассейн притоков Верхней Оби от Васюгана до Ваха. Речной бассейн реки — Верхняя Обь до впадения Иртыша.